# Rhacophorus duboisi
Espèce
Synonymes
- Polypedates pingbianensis Kou, Hu & Gao, 2001
- Rhacophorus pingbianensis (Kou, Hu & Gao, 2001)
- Polypedates spinus Yang in Yang & Rao, 2008

Statut de conservation UICN

 DD  : Données insuffisantes
Rhacophorus duboisi est une espèce d'amphibiens de la famille des Rhacophoridae.

## Répartition
Cette espèce se rencontre :
- en République populaire de Chine dans la province du Yunnan ;
- au Viêt Nam dans la province de Lào Cai.

## Étymologie
Son nom d'espèce, duboisi, lui a été donné en référence à Alain Dubois, herpétologiste français, pour l'aide qu'il a apporté aux travaux effectués par les auteurs.

## Publication originale
- Ohler, Marquis, Swan & Grosjean, 2000 : Amphibian biodiversity of Hoang Lien Nature Reserve (Lao Cai Province, northern Vietnam) with descriptions of two new species. Herpetozoa, vol. 13, p. 71-87 (texte intégral).